# Дисбиндин
Дисбиндин, или дистробревин-связывающий белок-1 (англ. Dysbindin, dystrobrevin-binding protein 1, DTNBP1) - белок, составляющий часть дистрофин-ассоциированного белкового комплекса в клетках скелетных мышц. Дисбиндин также обнаруживается в нейронах, особенно в аксональных пучках и некоторых аксональных терминалях, например, в мозжечке и гиппокампе.

## Роль в патологических процессах
В 2002 году была обнаружена ассоциация определенной аллельной вариации гена DTNBP1 с шизофренией. Не все последовавшие исследования подтверждают ассоциацию дисбиндина с болезнью, однако DTNBP1 остается одним из наиболее сильных генов-кандидатов.
Возможные механизмы нарушения работы мозга, связанные с геном дисбиндина, до конца не изучены. Гаплотип DTNBP1, ассоциированный с повышенным риском, у больных шизофренией коррелирует с ухудшением реакции при измерении вызванных потенциалов P1 ERP в зрительном тесте. Также было обнаружено, что при подавлении экспрессии дисбиндина в in vitro эксперименте в нейронах повышается экспрессия дофаминовых D2-рецепторов.
Полиморфизмы гена DTNBP1 влияют на его экспрессию в мозге. У больных шизофренией было отмечено снижение экспрессии белка в гиппокампе и дорсолатеральном префронтальном кортексе. Гаплотип повышенного риска, по результатам одного исследования, связан со снижением экспрессии белка и сниженными когнитивными способностями как у больных шизофренией, так и у здоровых испытуемых. Относительное снижение когнитивных показателей невелико и генотип DTNBP1 предположительно объясняет лишь 3% их вариации.
Мутация гена DTNBP1 также способна вызывать синдром Германски-Пудлака тип 7 (англ. Hermansky-Pudlak syndrome type 7, HPS-7).

## Исследования на животных
У мышей с искусственно вызванной нулевой мутацией гена DTNBP1 отмечается нарушение пространственной рабочей памяти, по данным одного исследования.